# Барселона (Венесуела)
Барсело́на (ісп. Barcelona) — столиця венесуельського штату Ансоатегі. Чисельність населення становить 424 819 жителів (на 2005 рік).

## Історія
Барселона була заснована на березі затоки Каріако спочатку як Nueva Barcelona del Cerro Santo (укр. «Нова Барселона на святому пагорбі») в 1638 році Хуаном Орпі, вихідцем з міста Пієра поруч з каталонською столицею, який жив і вивчав західне право в Барселоні. Він вважається останнім конкістадором Венесуели. Під його керівництвом були підкорені території індіанців-куманогото, які жили на місці сьогоднішньої Барселони.

## Пам'ятки
Casa Fuerte є спорудою епохи колоніалізму. Спочатку ця будівля була побудована як монастир Сан-Франциско. У 1811 році воно було завойовано засновниками Республіки Венесуела і обладнано Симоном Боліваром в фортецю для захисту міста від загарбників.
В історичному центрі розташована будівля католицького кафедрального собору Сан-Кристобаль. Він був освячений 10 жовтня 1773 року і став першим в регіоні. Під головним вівтарем собору зберігаються мощі семи святих. Це Святий Северин, Святий Євстафій, Святий Факундо, Святий Педро-Алькантара, Святий Пасифік, Святий Анастасіо і Святий Паскуаль Байлон. Крім того, є мощі святого мученика Целестіна.

## Економіка
У Барселоні, так само як і в Пуерто-ла-Крус, багато нафтопереробних заводів. Поблизу ведеться розробка вугільного родовища.